# Francesco Salvi
Francesco Salvi (ur. 7 lutego 1953 w Luino) – włoski aktor, piosenkarz, artysta kabaretowy, architekt, pisarz i tłumacz.

## Życiorys
Salvi urodził się na północy Włoch w Luino, przy granicy ze Szwajcarią. Karierę artystyczną rozpoczął pod koniec lat 80. XX w. Jego działalność artystyczna obejmowała: kabaret, film, telewizję, piosenkę, pisarstwo, teatr, musical i animację (aktor dubbingowy). Artysta wystąpił m.in. na Festiwalu Piosenki Włoskiej w San Remo. Wydał osiem albumów (comedy rock, muzyka pop).

## Wybrana filmografia
- 2000: Don Matteo (gościnnie)
- 2006: Za cenę życia
- 2009: Bakhita
- 2010: Święty Filip Neri
- 2015: Dama w czarnym welonie jako Giovanni Staineri